# Філіпп Ерланже
Філіпп Ерланже (фр. Philippe Erlanger; 11 липня 1903, Париж — 27 листопада 1987, Канни) — французький державний діяч, письменник, історик і мистецтвознавець. У 1939 році виступив ініціатором й одним з організаторів дебютного Каннського кінофестивалю, який був запланований на вересень того ж року. Однак у зв'язку з Другою світовою війною, що почалася, його проведення було зірвано і 1-й Каннський кінофестиваль пройшов у 1946 році вже після закінчення війни.

## Біографія
Філіпп Ерланже народився 11 липня 1903 року у Парижі у сім'ї композитора Каміля Ерланже (1863—1919) й Ірен Іллель-Маноаш (1878—1920). Навчався у Парижі, здобув ступінь бакалавра у Вільній школі політичних наук (фр. l'École libre des sciences politiques). Після закінчення Сорбонни здобув три дипломи з філології, правознавства та політології.
Обіймав низку державних посад, був генеральним інспектором Міністерства національної освіти, у 1938 році отримав призначення на посаду голови «Французької асоціації художньої діяльності» (фр. l'Association française d'action artistique), яку обіймав до 1968 року. Водночас у 1946 році його призначили керівником департаменту культурного обміну у Міністерстві закордонних справ. Прагнучи просувати французьке мистецтво за кордоном та зарубіжне мистецтво у Франції, він організував численні виставки та театральні тури у яких брали участь багато видатних французьких режисерів й артистів (Луї Жуве, Жан-Луї Барро, Жан Вілар та ін.).

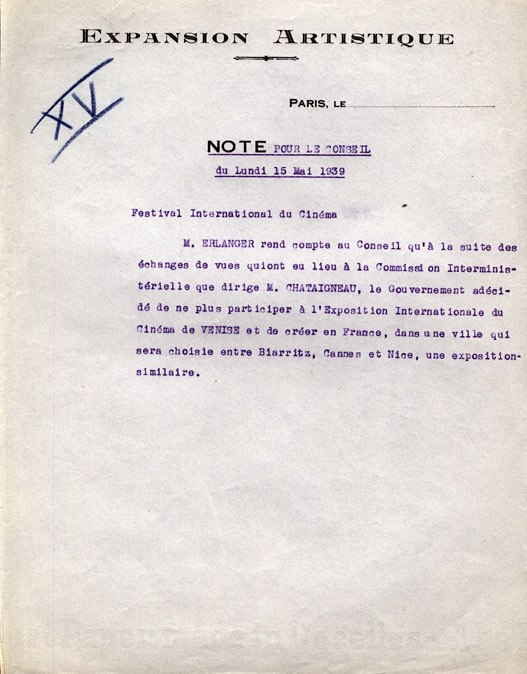
Повідомлення Філіппа Ерланже від 15 травня 1939 року про відмову в участі у Венеційському кінофестивалі та організацію власного кінофоруму

У 1939 році виступив ініціатором й одним з організаторів дебютного Каннського кінофестивалю, який був запланований на вересень того ж року у Каннах. Очолював комісію з відбору міста, яке мало прийняти кінофорум. Після обрання таким місцем Канн організація фестивалю була покладена на Національну асоціацію драматичних мистецтв, а Ерланже, який був її директором, став виконавчим директором кінофестивалю. Однак у зв'язку з Другою світовою війною, що почалася, його проведення було зірвано і 1-й Каннський кінофестиваль пройшов у 1946 році вже після закінчення війни. Проведення фестивалю стало можливим завдяки зусиллям організаторів на чолі Філіппом Ерланже та Жоржем Юїсманом, а також за допомогою Жана Пенлеві генерального директора кінокомітету Франції, учасником Руху Опору, прихильника та друга Шарля де Голля. Після закінчення фестивалю залишився у його оргкомітеті та 22 роки обіймав посаду голови Департаменту культурного обміну, який поєднував з посадами директора Національної асоціації драматичних мистецтв і генерального інспектора міністерства освіти.
Написав низку книг на історичну тематику, які мали успіх у публіки. Також виступив сценаристом кількох історичних фільмів: «Марія-Антуанетта — королева Франції» (1956, режисер Жан Деланнуа) та «Прихід до влади Людовіка XIV» (1966, режисер Роберто Росселліні). Був затятим холостяком і не залишив після себе потомства. Помер 27 листопада 1987 року у Каннах.